# John Ridgway
John Manfield Ridgway MBE (* 8. Juli 1938) ist ein britischer Ruderer, Segler und Autor.

## Biografie
Ridgway besuchte das Pangbourne Nautical College und die Royal Military Academy Sandhurst. Er diente beim Special Air Service (SAS) der britischen Streitkräfte. 1966, als Hauptmann des britischen Fallschirmjäger-Regiments, ruderte er zusammen mit Chay Blyth in einer offenen Dory, der English Rose III, über den Atlantik. Sie benötigten 92 Tage und waren damit nach George Harbo und Frank Samuelsen 1896 das zweite Team, das diese Strecke erfolgreich bewältigte. 1967 wurden Ridgway und Blyth für diese seinerzeit noch als eigentlich unmöglich geltende Leistung mit der Medal of the Order of the British Empire for Meritorious Service ausgezeichnet.
1964 heiratete er Marie Christine Ridgway, die Tochter des Air Marshal Sir John D’Albiac.
1968 nahm er, wie auch Blyth, mit seiner Sloop English Rose IV am Sunday Times Golden Globe Race teil, einem Versuch, als erster Einhandsegler die Welt non-stop zu umrunden, musste das Rennen aber bei Recife, Brasilien, abbrechen.
1969 gründete er die John Ridgway School of Adventure in Ardmore, Sutherland, Schottland, die heute von seiner Tochter Rebecca geleitet wird.
1977/78 nahm er mit seiner Yacht Debenhams am Whitbread Round the World Race teil.
1983/84 umsegelten Ridgway und Andy Briggs mit der Ketch der Schule, der English Rose VI, die Welt non-stop in einer Rekordzeit von 203 Tagen.
1987 wurde er mit der Mungo Park Medal der Royal Scottish Geographical Society ausgezeichnet.
2003/04 umrundete Ridgway die Welt mit der English Rose VI im Rahmen einer Kampagne des Umweltprogramms der Vereinten Nationen zum Schutz der Albatrosse.

## Bibliographie
- A Fighting Chance. mit Chay Blyth, Pan Books / Readers Book Club, 1966, ISBN 9780330020411.
- Journey to Ardmore. Hodder & Stoughton Ltd, 1971, ISBN 9780340125120.
- Cockleshell Journey: The adventures of three men and a girl. Travel Book Club, 1975, ISBN 9780340174319.
- Storm Passage: A Winter’s Voyage to the Sun. Quality Book Club, 1977, ISBN 9780340198247.
- Round the World with John Ridgway. mit Marie C. Ridgway, William Heinemann Ltd, 1978, ISBN 9780030437519.
- Round the World Non-Stop. mit Andrew Briggs, Round the World Non-Stop, 1985, ISBN 9780850597578.
- Flood Tide. Hodder & Stoughton, 1989, ISBN 9780340320273.
- Then We Sailed Away. mit Marie C. Ridgway und Rebecca Ridgway, Little Brown, 1996, ISBN 9780316877091.